# 比亞德納雷島

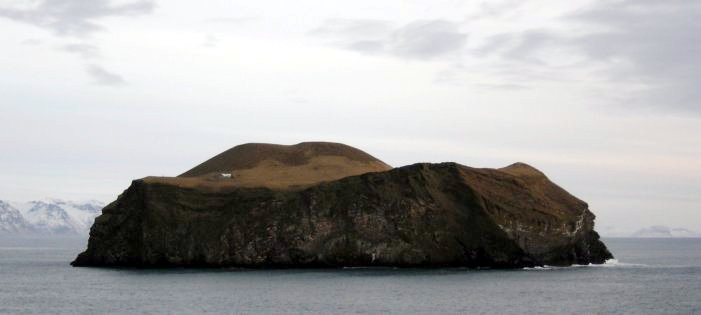

比亞德納雷島是冰島的島嶼，位於該國南部大西洋海域，屬於韋斯特曼納群島的一部分，面積0.32平方公里，最高點海拔高度161米，島上無人居住。